# Argizaiola

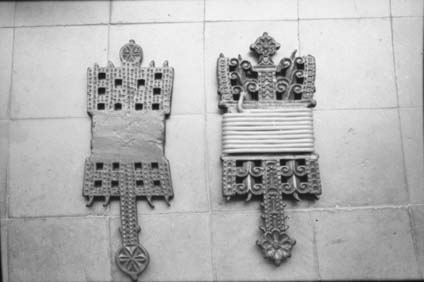
Argizaiola

L'argizaiola (en basc) és una talla de fusta, habitualment d'aspecte antropomorf, que conté un ciri enrotllat. Sol ser llaurada sobre fusta de faig o roure, i té tallades diferents representacions i figures. És un instrument de culte tradicional, utilitzat en alguns municipis rurals de la província de Guipúscoa a Euskalerria. D'entre aquests, en destaca l'amezketa.
S'usa sobretot el dia de Tots Sants i el 2 de novembre, dia dels Fidels Difunts. L'espelma està encesa tota l'eucaristia i els propietaris giren la peça de fusta per a mantenir viva la flama.
La funció simbòlica de l'argizaiola seria la de transmetre el foc de la llar. És un objecte domèstic vinculat a la llar familiar, als difunts a l'església i a la cerimònia de record d'aquests més important del culte catòlic.
El Museu San Telmo de Sant Sebastià disposa d'una col·lecció de més de 50 argizaiolas, algunes de datades de la fi del s. XVI.
El 1964 l'etnògraf Luis Pedro Peña Santiago va escriure una monografia sobre aquest suport de fusta amb forma de taula vinculat a ritus funeraris. Es titula La Argizaiola vasca. Creencias, ritos y costumbres relacionados com la misma (L'argizaiola basca. Creences, ritus i costums relacionats); va ser editada per Icharopena a Zarautz.